# 卡塞林

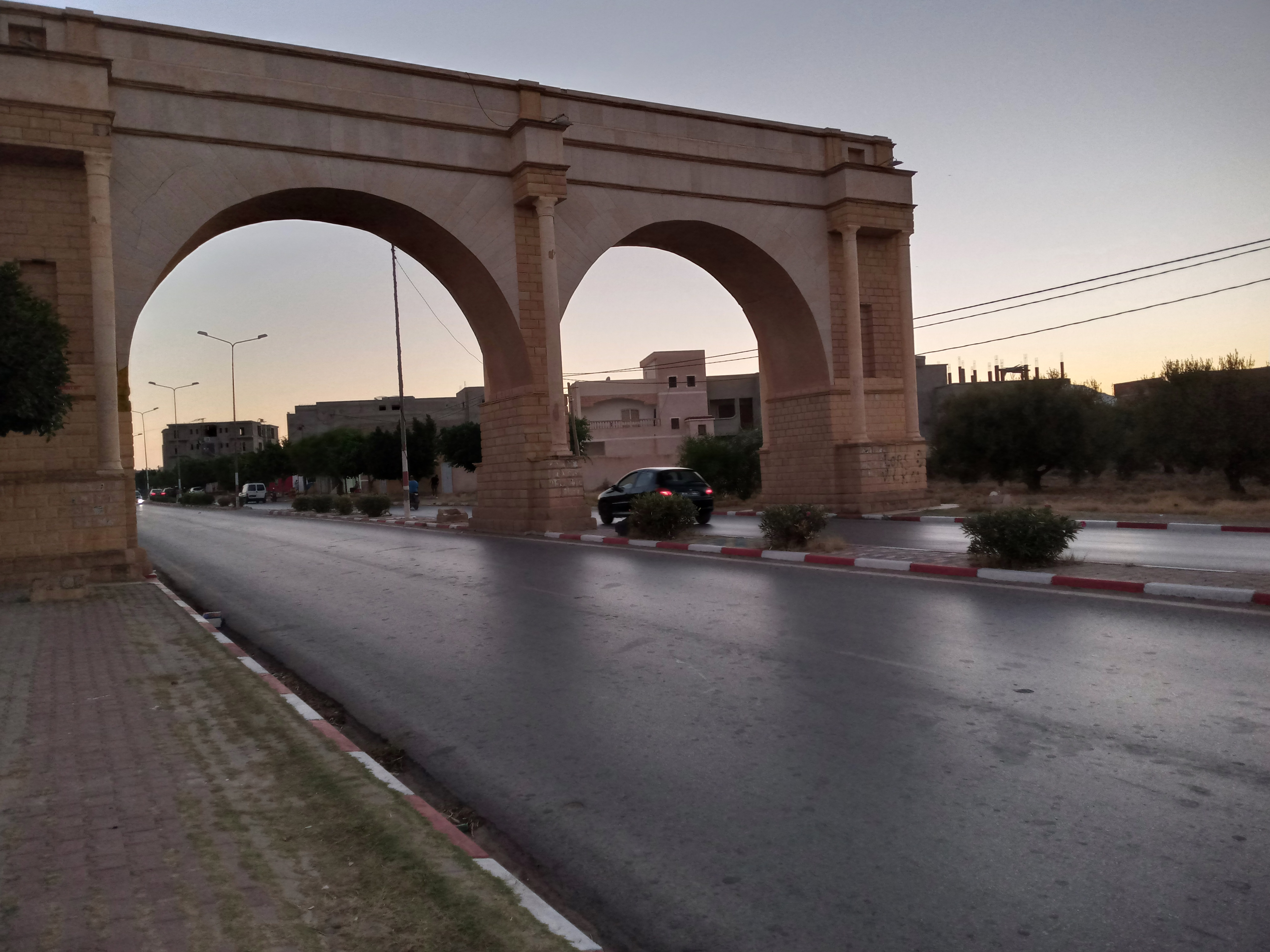
卡塞林

卡塞林是突尼西亞的城鎮，也是卡塞林省的首府，位於該國中西部，距離首都突尼斯市290公里，面積12平方公里，主要經濟活動有農業和工業，2004年人口76,243。
35°10′N 8°50′E / 35.167°N 8.833°E